# Hybridoneura semivinosa
Hybridoneura semivinosa är en fjärilsart som beskrevs av Louis Beethoven Prout 1958. Hybridoneura semivinosa ingår i släktet Hybridoneura och familjen mätare. Inga underarter finns listade i Catalogue of Life.